# Carrera de la India

La carrera de la India: recorrido seguido en la ida (rojo) y ruta de regreso (verde)

La conocida como carrera de la India (en portugués: carreira da Índia) era el enlace marítimo anual que realizaban las llamadas armadas de la India entre Lisboa y Goa, y viceversa, un enlace que comenzó poco después del descubrimiento de la ruta marítima a la India por Vasco da Gama al inaugurar la ruta del Cabo.
Esta conexión se prolongó desde 1497 hasta la llegada de la navegación a vapor y la apertura del canal de Suez en el siglo XIX .
Entre las escalas regulares de la carrera, la de la isla de Mozambique y la de las islas Azores (en la bahía de Angra do Heroísmo, en la isla Terceira) llegaron a tener una gran importancia estratégica, siendo uno de los puntos de encuentro de las naves que en ocasiones se perdían en el viaje de ida, así como puerto de atraque de las que eventualmente se atrasaban y perdían el monzón. Por esta razón, se construyó en la isla de Mozambique una poderosa fortaleza (fortaleza de São Sebastião) y un hospital.